# 妒麗紫斑蝶
小紫斑蝶（學名：Euploea tulliolus），又名埔里紫斑蝶、妒麗紫斑蝶。是一種分佈於所羅門群島、馬來西亞、台灣、越南、新加坡及澳洲的蝴蝶，屬於蛺蝶科的一支。
由於此蝴蝶在陽光下會呈現紫色的虹彩，因此通常也被稱為紫斑蝶。體型是棲息在台灣的紫斑蝶屬中最小的

## 描述
本種為小型斑蝶，體色黑褐，具白色斑點與線紋。翅面底色黑褐，帶藍紫色金屬光澤。前翅與後翅亞外緣有藍白色點列，前翅另有白點，後翅則沿邊緣分布藍白斑。雄蝶前翅後緣呈圓弧狀，後翅中室至翅基有淺灰褐與銀白色特化鱗，另於前翅後側具淺黃灰色特化鱗；雌蝶前翅後緣則為直線。翅腹面具光澤，邊緣與亞外緣佈滿白點，前翅CuA1室中央有橢圓形白斑。緣毛為黑白相間。

## 分佈
主要分布於東南亞，包括中國國內的華南地區、越南、老撾、緬甸、泰國南部，馬來西亞，印尼，澳洲東北部，菲律賓及斐濟。在南台灣低海拔山區，中北部及東部低海拔山區亦有一些族群量，

## 棲地
主要棲息於海岸林與常綠闊葉林，一年可多代。飛行緩慢，喜愛訪花，幼蟲以桑科盤龍木的葉片為食。
南臺灣紫斑蝶越冬群聚的「紫蝶幽谷」常見此種蝴蝶。族群會從台灣北部遷徙至南部，然後再返回。在牠們遷徙期間，主要阻擋其遷徙路徑的高速公路上會設置保護網，並追蹤蝴蝶數量，在蝴蝶大量穿越的高峰期會限制車輛通行。